# Wuthsche Brauerei

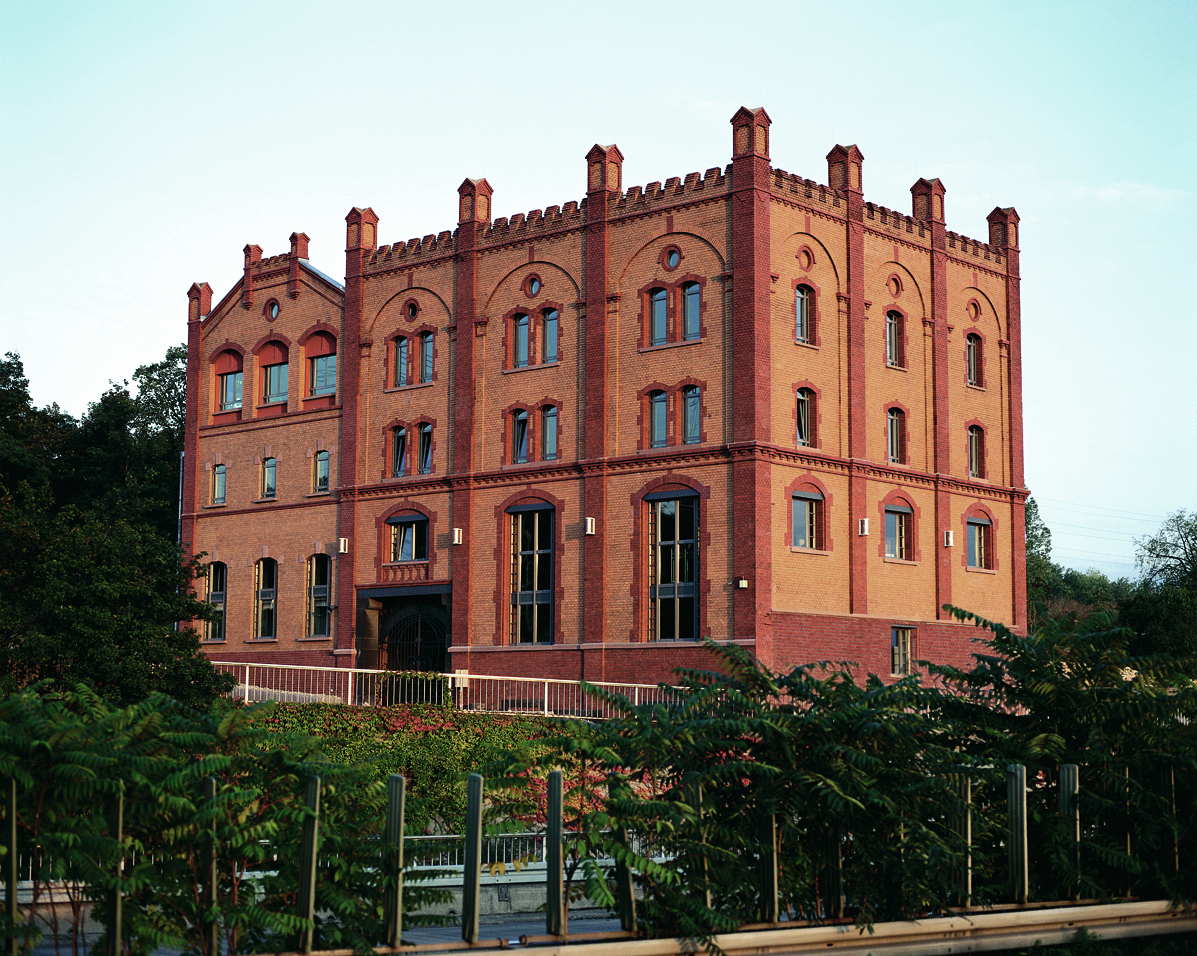
Wuth’sche Brauerei, 2013

Die Wuth’sche Brauerei in Wiesbaden gehört zur Route der Industriekultur Rhein-Main Wiesbaden. Das markante Gebäude diente als Brauerei, Schnapsbrennerei und Unterkunft für Asylbewerber. Nach der Sanierung 2000 zog eine private Akademie für Marketing und Kommunikation dort ein.

## Lage

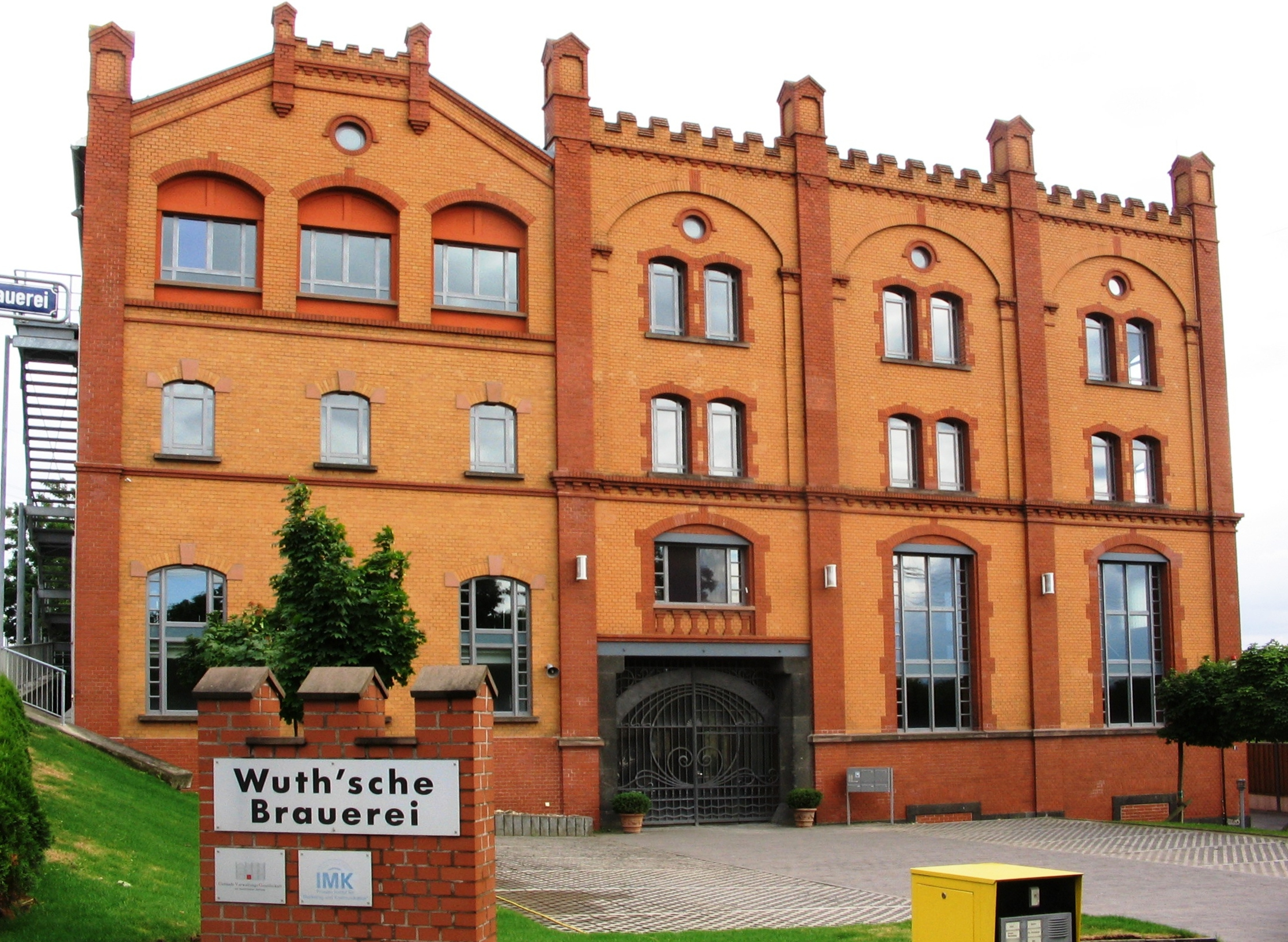
Ansicht von Norden, 2009

Die Brauerei liegt im Ortsbezirk Biebrich und hat die Adresse Wuth’sche Brauerei 1. Die Ausfahrt Wiesbaden/Mainz-Amöneburg der Bundesautobahn 671 an der Mainzer Straße liegt nordwestlich, der Bahnhof Wiesbaden Ost an der Taunus-Eisenbahn südlich des Gebäudes. Östlich befindet sich die Deponie Dyckerhoffbruch.

## Geschichte
1862 gründete Carl Wuth eine Brauerei, die später als Taunusbrauerei firmierte. Auf den 1898 erbauten Tiefkellern eines Eishauses, in denen die aus dem Rhein im Winter gewonnenen Eisblöcke gelagert wurden, wurde 1905 das Gebäude aus gelbem und rotem Klinker errichtet. Das gründerzeitliche Bauwerk zeigt einen Stilmix aus Neoromanik und Neogotik. Seine Zinnen und Türme geben ihm die Anmutung einer mittelalterlichen Burg. Das Bier wurde u. a. an das Haus Nassau geliefert.
Nach dem Zweiten Weltkrieg wurde das Gebäude als Pilzzucht für Champignons, als illegale Schnapsbrennerei und als Autowerkstatt genutzt. 1967 wurde die Bundesautobahn 671 unmittelbar am Gebäude entlang gebaut und dafür Nebengebäude abgerissen und Tiefkeller geschlossen. 1984 war der Umbau zum Bordell geplant. Später diente es als Unterkunft für Asylbewerber. Das Gebäude verkam zur Ruine. 1999 beschloss die Stadt Wiesbaden den Abriss, der allerdings an den Kosten scheiterte.
Der Leiter einer privaten Akademie für Marketing und Kommunikation wurde auf das Gebäude aufmerksam, sanierte es im Jahr 2000 und zog mit der Akademie dort ein. Das Gebäude beherbergt Büros und eine Event-Location.